# 后醍醐乐队
后醍醐是一支日本摇滚乐队，组建于1975年，20世纪70年代末至80年代初连续发行热门歌曲，给日本的音乐界带来了很大的影响。乐队的代表作有1978年日视版西游记电视剧主题曲《Monkey Magic》与1979年银河铁道999剧场版主题曲《银河铁道999》，同时也是中华人民共和国成立以来第一支到访中国大陆的国外摇滚乐队。

## 乐队成员
- 米基·吉野 - 乐队长，键盘，人声
- 武川行秀 - 主唱，键盘
- 浅野孝已 - 吉他，人声 (2020年5月12日去世)
- 史蒂夫·福克斯 - 贝斯，人声
- 汤米·斯奈德 - 爵士鼓，人声
- 吉泽洋治 - 吉他，贝斯，人声

乐队鼓手汤米·斯奈德是美国人，贝斯手史蒂夫·福克斯是日裔美国人。福克斯在乐队的黄金时代中期离开了乐队，因为他皈依了基督教，他觉得必须对信仰做出认真的承诺，从20世纪80年代到90年代，福克斯在日本和夏威夷从事传教工作，他还组织了一个福音传道广播节目。1999年，史蒂夫·福克斯重新加入了后醍醐。2020年5月12日吉他兼伴唱浅野孝已因冠心病在家中陷入心肺停止的状态，被紧急送往医院，但在当天12点03分确认死亡。

## 乐队历史
乐队名取自后醍醐天皇，米基·吉野根据自己的姓氏吉野联想到吉野朝廷的后醍醐天皇，并以此定名。乐队英文名Godiego意为GO(去）－DIE(死）－GO（去）有着轮回转世的含义，也可理解为GOD(神）－I(我）－EGO（自我）。
- 1975年米基·吉野和史蒂夫·福克斯组建米基吉野组合参与了武川行秀的专辑录音，以此为契机邀请了浅野孝已和原田裕臣组成乐队，这张专辑最初是作为武川行秀的个人专辑进行制作的，但随着“后醍醐乐队”的诞生，便成了乐队的第一张专辑。
- 1976年以专辑《GODIEGO（组曲：新创世纪）》出道，是发行的首张全曲英文专辑。同年为NHK电视剧《男人们的旅程》提供配乐。
- 1977年发表了专辑《Dead End》，在NHK电视剧《男人们的旅程》第二季第二集《冬之树》中，出演作为拥有狂热粉丝的摇滚乐队“Godiego”并演奏。
- 1979年为日视版电视剧西游记作曲《Gandhara》、《Monkey Magic》、《Holy And Bright》，为联合国儿童基金会儿童年作曲《Beautiful Name》，为银河铁道999剧场版创作同名主题曲《银河铁道999》，获得了大量人气，尤其是低年龄段群体[4]。
- 1980年10月前往天津参与为中日和平友好条约签订两周年举办的中日友好音乐会，并特作歌曲《你好，天津》，成为了第一支进入中国演出的摇滚乐队并受到了两国媒体的关注[5]。